# Haggard (Band)
Haggard (engl. „wild“; „hager“, „ausgezehrt“) ist ein deutsches Klassik-Mittelalter-Metal-Orchester aus der Gegend um München, dessen Musikstil sich durch die Kombination von klassischer, mittelalterlicher und Renaissancemusik mit zeitgenössischen Metal-Elementen auszeichnet.
Aufgrund der klassischen Elemente wird die Band auch dem Symphonic Metal zugeordnet.

## Geschichte
Gegründet wurde die Band 1989 von Asis Nasseri und erlangte früh einen Ruf in der Death-Metal-Szene. Ihr Musikstil veränderte sich nach den ersten Demotapes stark und ihr erstes Album And Thou Shalt Trust… The Seer von 1997 markierte ihren Durchbruch. Nach dem zweiten Album Awaking The Centuries von 2000 machten sie zwei Touren durch Mexiko, wo sie auch 2004 wieder auftraten. In Lateinamerika (insbesondere Mexiko) sind sie dabei deutlich bekannter als in Deutschland selbst.
Haggard ist ein Projekt des Sängers, Songwriters und Gitarristen Asis Nasseri, der alle Songs – mit Ausnahme der kurzen klassischen Stücke von Robert von Greding – komponiert hat. Er hat knapp zwanzig Mitmusiker um sich geschart, die ihn im Studio und live unterstützen. Die Instrumentierung setzt sich einerseits zusammen aus den üblichen Bestandteilen einer Rockband, namentlich Leadgitarre, Rhythmusgitarre, E-Bass und Schlagzeug, andererseits aus Streichinstrumenten (Geigen, Bratsche, Cello, Kontrabass), Blasinstrumenten (Querflöte, Klarinette, Oboe, Horn) und Tasteninstrumenten (Orgel, Klavier, Cembalo). An mittelalterlichen Instrumenten sind unter anderem Krummhorn, Harfe und Timpani vertreten.
Der Gesang ist äußerst vielseitig gestaltet. Zu den gesungenen, gesprochenen und metaltypisch gegrowlten Gesangslinien von Asis Nasseri gesellen sich klassisch ausgebildete Sänger in allen Lagen von Sopran bis Bass. Weiterhin hat die Band mit dem Schalleluja Kammerchor und dem Neuen Moskauer Rundfunkchor zusammengearbeitet. Eine weitere Besonderheit ist die Vorliebe für mehrsprachigen Gesang. Auf den Alben finden sich englische, französische, schwedische, deutsche, italienische, spanische, russische und lateinische Passagen.
Im Verlauf der 2010er-Jahre trat der italienische Bassist Giacomo Astorri der Band als Live-Mitglied bei. Astorri ist auch in anderen Metal-Bands aktiv gewesen, darunter The Dogma, Infernal Angels (Gitarre), ZAP (Bass) sowie bei der deutschen Folk-Band Neun Welten und der italienischen Doom-Metal-Band Stryx.
Nachdem ein neues Album, das sich mit den Märchen der Brüder Grimm beschäftigt, ursprünglich für Anfang 2012 angekündigt war, wurde das Konzeptalbum Grimm ohne konkreten neuen Termin verschoben.

## Diskografie

### Alben
- 1997: And Thou Shalt Trust… The Seer (Konzeptalbum über Nostradamus)
- 2000: Awaking the Centuries (Konzeptalbum über Nostradamus, im Anschluss an And Thou Shalt Trust… The Seer)
- 2001: Awaking the Gods, Live in Mexico (Livealbum)
- 2004: Eppur Si Muove (Konzeptalbum über Galileo Galilei)
- 2008: Tales of Ithiria (Konzeptalbum über die Fantasiewelt Ithiria)
- 2009: Era Divina (auf 999 Stück limitierte CD + DVD-Box, beinhaltet u. a. das digital remasterte Album And Thou Shalt Trust… The Seer und die Dokumentation Haggard Unlive)

### Demos
- 1992: Introduction (Promo-Tape)
- 1993: Progressive, EP (2008 als Limited Edition wiederveröffentlicht)
- 1995: Once upon a December’s Dawn (Promo-Tape)
- 1996: And Thou Shalt Trust… The Seer (Promo-Tape)

## Videoalben
- 1998: In A Pale Moon’s Shadow (VHS)
- 2001: Haggard: Awaking the Gods – Live in Mexico directed by Tim Luna (DVD)
- 2009: Haggard Unlive (DVD der Era Divina-Box, beinhaltet Dokumentation zur 20-jährigen Bandgeschichte, Live-Videos und Fotogalerien)